# Александровка (село, Терновский район)
Алекса́ндровка — село в Терновском районе Воронежской области России.
Административный центр Александровского сельского поселения.

## Население
| 2010 | 2012 | 2013 | 2014 | 2015 | 2016 | 2017 |
| ---- | ---- | ---- | ---- | ---- | ---- | ---- |
| 634  | ↘623 | ↘618 | ↘604 | ↘590 | ↘575 | ↗576 |
| 2018 |      |      |      |      |      |      |
| ↘563 |      |      |      |      |      |      |

## Уличная сеть
| - ул. 22 Партсъезда, - ул. Гражданская, - ул. Коммуна, - ул. Красная, - ул. Краснодарская, | - ул. Ленинская, - ул. Московская, - ул. Октябрьская, - ул. Первомайская, - ул. Пролетарская, | - ул. Пушкинская, - ул. Свободы, - ул. Советская, - ул. Чернышевского, - ул. Шелишовская. |

## Известные уроженцы
- Лапшов, Иван Антонович (1917—1978) — советский военнослужащий, старшина, Герой Советского Союза.